# Álex Pastrana
Álex Pastrana (* 12. Februar 1992 in Caracas, Venezuela) ist ein spanischer Schauspieler.

## Leben und Karriere
Pastrana wurde im Februar 1992 in der venezolanischen Hauptstadt Caracas geboren. Er wuchs jedoch in Spanien auf.
Bekannt wurde er durch verschiedene Netflix-Produktionen. 2022 war Pastrana als Nacho, der Freund der schwangeren Hauptfigur Sofía, in dem Thriller La Jefa – Die Chefin zu sehen. Im selben Jahr spielte er den Sicherheitschef Ulises in Willkommen auf Eden. Seit November 2022 verkörpert Pastrana die Rolle des Raúl in Élite.

## Filmografie
- 2022: La Jefa – Die Chefin (La Jefa)
- 2022: Willkommen auf Eden (Fernsehserie, 8 Episoden)
- 2022–2023: Élite (Fernsehserie, 16 Episoden)